# Кириченко, Надежда Петровна
Наде́жда Петро́вна Кириче́нко (бел. Надзе́я Пятро́ўна Кірычэ́нка, в девичестве Трахимёнок, бел. Трахімёнак; 2 декабря 1955, г. Светлогорск, Гомельская область, Беларусь) — советская гребчиха-байдарочница, выступала за сборную СССР во второй половине 1970-х годов. Дважды серебряная призёрша чемпионатов мира, четырежды чемпионка всесоюзного первенства, многократная победительница регат республиканского значения. На соревнованиях представляла минскую команду «Красное Знамя», мастер спорта международного класса.

## Биография
Надежда Трахимёнок родилась 2 декабря 1955 года в Светлогорске, Гомельская область. Активно заниматься греблей начала в раннем детстве, проходила подготовку в светлогорской детско-юношеской спортивной школе № 2, позже состояла в минской гребной команде «Красное Знамя». Первого серьёзного успеха добилась в 1975 году, когда завоевала две золотые медали взрослого всесоюзного первенства — среди байдарок-четвёрок на дистанции 500 метров и в программе эстафеты 4 × 500 м. Попав в основной состав советской национальной сборной, побывала на чемпионате мира в югославском Белграде, откуда привезла награду серебряного достоинства. В экипаже, куда также вошли гребчихи Лариса Безницкая, Галина Алексеева и Екатерина Нагирная, боролась за победу, но на финише всё же уступила экипажу из ГДР.
В 1978 году вновь была лучшей в Советском Союзе среди четвёрок на пятистах метрах, год спустя повторила это достижение, став, таким образом, четырёхкратной чемпионкой страны. Благодаря череде удачных выступлений удостоилась права защищать честь СССР на мировом первенстве в немецком Дуйсбурге — в той же дисциплине в одной лодке с Алексеевой, Татьяной Коршуновой и Ларисой Недвигой выиграла серебряную медаль, вновь уступив восточногерманской команде. Вскоре после этих соревнований приняла решение завершить карьеру спортсменки. За выдающиеся спортивные достижения удостоена почётного звания «Мастер спорта СССР международного класса».
Ныне проживает в Ростове-на-Дону. Разведена, есть двое детей: дочь Анна и сын Максим.